# Pleustes tuberculatus
Pleustes tuberculatus är en kräftdjursart som beskrevs av Charles Spence Bate 1858. Pleustes tuberculatus ingår i släktet Pleustes och familjen Pleustidae. Inga underarter finns listade i Catalogue of Life.